# Peter Giron
Peter Giron (Aachen, 1798. – Pest, 1849. október 20.) honvédezredes, a magyarországi német légió parancsnoka, az 1848–49-es forradalom és szabadságharc vértanúja.

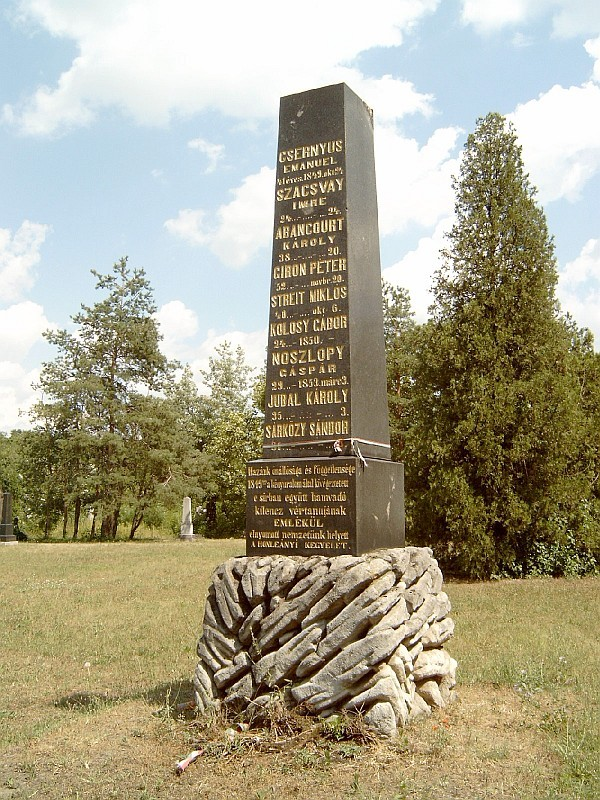
Csernus Menyhért, Szacsvay Imre, Karol Gustaw d’Abancourt de Franqueville, Peter Giron, Streith Miklós, Kolosy György, Noszlopy Gáspár, Jubál Károly, Sárközy Soma az 1848–49-es forradalom és szabadságharc és a Makk-féle összeesküvés kilenc vértanújának közös sírja a Kerepesi temetőben

Saját közlése szerint 1848 előtt a porosz hadsereg tisztje volt. 1848-ban egy bécsi fegyvergyárban munkavezetőként dolgozott, és részt vett a márciusi, majd az októberi bécsi forradalomban is, ahol százados és egy zászlóalj parancsnoka volt. Bécs eleste után Magyarországra menekült és felajánlotta szolgálatait a magyar kormánynak. Kossuth Lajos megbízta egy osztrák és német menekültekből szervezendő légió felállításával. A téli hadjárat előtt alakulatával csatlakozott Görgei Artúr feldunai hadseregéhez. A december 28-ai bábolnai ütközetben megsebesült.
1849 januárjától Nagyváradon, majd a főváros felszabadítása után Pesten tevékenykedett. Ez idő alatt megszervezte a német légió 2. és 3. zászlóalját. A zászlóaljak legénysége elsősorban magyarországi német nemzetiségűekből állt. Júniusban alakulatát önkényesen elhagyta, ezért Görgei Artúr hadbírósági eljárást kezdeményezett ellene. Július 23-án lemondott rangjáról. A fegyelmi problémák miatt végül feloszlatott német légió magyarországi németekből álló zászlóaljaiból alakult a 126. honvédzászlóalj.
A szabadságharc bukása után a császári hatóságok elfogták, kötél általi halálra ítélték, és a pesti Újépület mögött a szabadságharc két lengyel származású tisztjével, Karol Gustaw d’Abancourt de Franqueville századossal és Mieczysław Woroniecki alezredessel együtt kivégezték.